# Frank Müller (Basketballspieler)
Frank Müller (* 21. November 1964 in Berlin) ist ein deutscher Basketballspieler. Der 2,06 Meter lange Innenspieler stand während seiner Spielerlaufbahn unter anderem für den TK Hannover in der Basketball-Bundesliga auf dem Feld.

## Laufbahn
Müller spielte bis 1991 in der Jugend sowie in der Herrenmannschaft der Sportfreunde Neukölln, 1987 stieg er mit den Berlinern in die 2. Basketball-Bundesliga auf. Nach einer Station beim ehemaligen DDR-Serienmeister AdW Berlin wechselte Müller 1992 als erster Ausländer in die russische Liga. Er spielte bei Spartak St. Petersburg unter Trainer Wladimir Kondraschin, der später in die Ruhmeshalle des Weltverbands FIBA aufgenommen wurde. Müller bestritt zwölf Spiele für St. Petersburg, in denen er im Schnitt 5,2 Punkte verbuchte. Eigener Aussage nach betrug Müllers Gehalt bei Spartak umgerechnet rund 100 Euro im Monat.
Er spielte in der Saison 1993/94 für den TK Hannover in der Basketball-Bundesliga, anschließend stand er von 1994 bis 2001 für den Zweitligisten TuS Lichterfelde auf dem Parkett.
2001 wurde Müller Spielertrainer beim SSV Lokomotive Bernau in der Regionalliga und blieb bis Januar 2004 im Amt. Anschließend war er kurzzeitig erneut für Lichterfelde als Spieler tätig. In den Folgejahren war er als Trainer beim Berliner TS, beim Tiergarten ISC, beim TSV Rudow, beim Berliner SC, bei der BG Zehlendorf sowie bei Future Basketball Berlin beschäftigt.
Müller wechselte 2009 nach Jena, wo er beim Verein Science City als Trainer die Mannschaften in der Jugend-Basketball-Bundesliga sowie in der Nachwuchs-Basketball-Bundesliga betreute, als Basketballtrainer am Sportgymnasium tätig war sowie als Landestrainer des Thüringer Basketball Verbands arbeitete. Im Sommer 2012 wechselte er als Trainer in den Nachwuchsbereich des Bundesligisten Eisbären Bremerhaven. Danach war er von 2013 bis 2015 als Landestrainer beim Westdeutschen Basketball Verband angestellt und war dort im Bereich Nachwuchs-Leistungssport tätig. Am 1. Juli 2015 übernahm Müller das Amt des Sportlichen Leiters des Basketball-Teilzeit-Internats in Langen und trainierte zusätzlich die Herrenmannschaft des TV 1862 Langen in der Regionalliga. Anfang Oktober 2015 gab er das Amt bei der Langener Regionalliga-Mannschaft ab.
Im August 2016 wechselte er zum UBC Münster und übernahm bei dem Verein die Leitung des Nachwuchsarbeit sowie den Posten des hauptamtlichen Jugendtrainers. Er blieb bis zum Ende des Spieljahres 2017/18 im Amt.